# No hay preguntas estúpidas
No hay preguntas estúpidas o la versión original en inglés de la frase "no such thing as a stupid question ", es una frase popular con una larga historia. Sugiere que la búsqueda del conocimiento incluye el fracaso, y que sólo porque una persona pueda saber menos que otras no debe tener miedo de preguntar en lugar de pretender que ya sabe. En muchos casos, es posible que varias personas no sepan, pero tengan demasiado miedo de hacer la "pregunta estúpida"; el que hace la pregunta puede, de hecho, estar haciendo un servicio a los que le rodean.

## Orígenes

### No hay preguntas estúpidas
Carl Sagan, en su obra "El mundo y sus demonios (The Demon-Haunted World) ": La ciencia como una vela en la oscuridad, dijo: "Hay preguntas ingenuas, preguntas tediosas, preguntas mal formuladas, preguntas hechas después de una autocrítica inadecuada. Pero cada pregunta es un grito para entender el mundo. No existe una pregunta tonta".[cita requerida]
Una mujer, contando una historia sobre un anciano que solía responder a todas sus "preguntas estúpidas", explicó: "Chica, si haces una pregunta te hace parecer estúpida durante 5 minutos - pero si no preguntas - te mantienes estúpida durante 50 años, así que siempre haz preguntas en tu vida".[cita requerida]
Una columna de 1970 de "Dear Abby " en el Milwaukee Sentinel decía: "No existe tal cosa como una pregunta estúpida si es sincera. Es mejor preguntar y arriesgarse a parecer estúpido que seguir tu camino ignorante y cometer un error estúpido".[cita requerida]
Colin Powell dice: "no existe una pregunta estúpida, sólo respuestas estúpidas". "Habilidades de presentación que te llevarán a la cima" dice que en el mundo de los negocios, el adagio es cierto. El libro añade "una pregunta puede ser desinformada, tangencial o aparentemente irrelevante, pero, tanto si el presentador la percibe como estúpida como si no, cada miembro de la audiencia tiene todo el derecho de hacer cualquier tipo de pregunta".[cita requerida]
In the Line of Fire: How to Handle Tough Questions - When It Counts sugiere que no hay preguntas estúpidas, sino que hay preguntas tangenciales, y que éstas deben ser tratadas con rapidez y eficacia.
Designing Field Studies for Biodiversity Conservation dice que "no existe una pregunta estúpida, siempre y cuando termine en un signo de interrogación".

### Hay preguntas estúpidas
El artículo "Ink Out Loud": No existe una pregunta estúpida', y otras dolencias que la lavanda cura define como preguntas estúpidas:
- Las preguntas que ya han sido contestadas, pero el preguntador no estaba escuchando o prestando atención.[cita requerida]
- Preguntas que pueden ser respondidas por sí mismas con total certeza. Después de todo, la información encontrada en línea o de otras fuentes puede ser errónea, así que nunca está de más comprobarlo.[cita requerida]
- Preguntas cuya respuesta debería ser dolorosamente obvia para cualquier persona con pulso que haya vivido en esta Tierra durante más de una década.[cita requerida]

Las preguntas citadas como estúpidas que fueron hechas por los medios de comunicación en el 2000 Super Bowl son "¿Ray Lewis? Sí, Ray, ¿cuánto tiempo has estado rodeado de matones?", "Si fueras un árbol, ¿qué clase de árbol serías?", y "¿Puedes nombrar a los Backstreet Boys?"[cita requerida]
Breaking into the Game Industry argumenta que el adagio (y el relacionado "la única pregunta estúpida es la que nunca se hace") sólo es relevante para el salón de clases, y que en el mundo real cuando quieres tratar de impresionar a alguien, hay muchas preguntas estúpidas que uno puede hacer.[cita requerida]
School House Diary: Reflections of a Retired Educator señala que a los profesores les gusta decir esta frase, y sugiere que aunque ellos mismos quieren hacer preguntas estúpidas, recurren al adagio para evitar que el niño sea ridiculizado.[cita requerida]